# Stormvloed van 1221
Voor het derde jaar achter elkaar werden de Ommelanden (in de huidige provincie Groningen) getroffen door stormvloeden.
Volgens de kroniek van Emo vonden zelfs twee stormvloeden van 1221 plaats; op 24 februari en 18 september. Het gebied werd daarbij net als voorgaande jaren overspoeld door zeewater, waardoor herstelwerkzaamheden ongedaan werden gemaakt. Ook de bodem verziltte verder.
838 · 1014 · 1042 · 1134 · 1163 · 1164 · 1170 · 1196 · 1212 · 1214 · 1219 · 1220 · 1221 · 1248/1249 · 1277 · 1280 · 1282 · 1287 · 1288 (I) · 1288 (II) · 1322 · 1334 · 1362 · 1374 · 1375 · 1377 · 1404 · 1421 · 1424 · 1468 · 1477 · 1509 · 1514 · 1530 · 1532 · 1552 · 1566 · 1570 · 1610 · 1643 · 1651 · 1675 · 1682 · 1686 · 1703 · 1717 · 1726 · 1741 · 1775 · 1776 · 1784 · 1799 · 1808 · 1809 · 1820 · 1825 · 1855 · 1861 (I) · 1861 (II) · 1877 · 1906 · 1916 · 1926 · 1953 · 1962 · 1993 · 1995 · 2006 · 2021